# Довбушанка
Довбуша́нський хребет (також Добушанка) — хребет в Українських Карпатах, у гірському масиві Горгани. Складається з двох частин: перша — масив Довбушанки (інша назва — Добошанка), який включає власне гору Довбушанку (1754 м) і гори Ведмежик та Пікун (1657 м), а на сході, через перевал, з'єднується з горою Товста (1399 м); друга частина — масив Полєнський, що об'єднує вершини Полєнський (1693 м), Козя та Кізійський Горган (1617 м).
Увесь хребет Довбушанка-Полєнські розташований у межах Природного заповідника «Горгани», який охоплює площу понад 5 тис. га, тому, згідно з українським законодавством, відвідування його у туристичних цілях заборонене. На хребет відсутні марковані маршрути, а охороною заповідника час від часу проводяться рейди по території з метою виявлення порушників. Однак, незважаючи на це, сходження на хребет усе одно проводяться. 
Тут беруть початок річки: Зубрівка, Федоцил, Ситний, Черник, що є лівими притоками Зелениці у водозборі Бистриці-Надвірнянської. 
Піднятися на Довбушанський хребет можна з сіл Бистриця, Зелена або Черник.

## Флора і фауна
Особливістю живої природи хребта Довбушанка-Полєнський є природне місцезростання сосни кедрової європейської (Pinus cembra), яка є реліктом третинного періоду. Окрім того в межах заповідної території збереглися смерекові праліси віком 150–200 років.
На території хребта відомо дві популяції туруна фабра українського, який є реліктом льодовикового періоду і в Горганах утворює ендемічний підвид, поширений лише на території Івано-Франківської області. Одна з популяцій охоплює Довбушанський масив, а інша — Полєнський масив, і є цілковито ізольованими одна від одної. Особливістю поширення цього нелітаючого виду є те, що екологічні умови, необхідні для здійснення життєвого циклу, існують лише на висотах понад 1500 м у межах кам'яних розсипів.
Схили гір рясно поросли жерепом, тому пробиратись можна через неприступні зарослі ялівцю, або знайти стежку, що вдало ховається поміж ним. 
Гора Довбушанка — одна з найнедоступніших ділянок у Карпатських горах, де ліс вкриває більше 84% площі. Тут не можна проводити вирубку дерев, збір рослин, а тим більше облаштовувати туристичні стоянки.
На території можна зустріти тритонів — карпатського та альпійського, побачити дятлів, глухарів, яструбів, сов, бурого ведмедя, рись, лисицю, тощо.

## Довбушанське озеро
На території Довбушанського хребта є невеличке озеро штучного походження. Воно розташоване на початку підйому на Довбушанку, зі сторони села Бистриця, де є кілька колиб та галявин, біля ріки Довжинець. Праворуч лісової дороги можна побачити озерце. На мапах найчастіше марковане, як ставок. У ньому водиться форель, але виловлювати рибу категорично заборонено.

## Фотографії

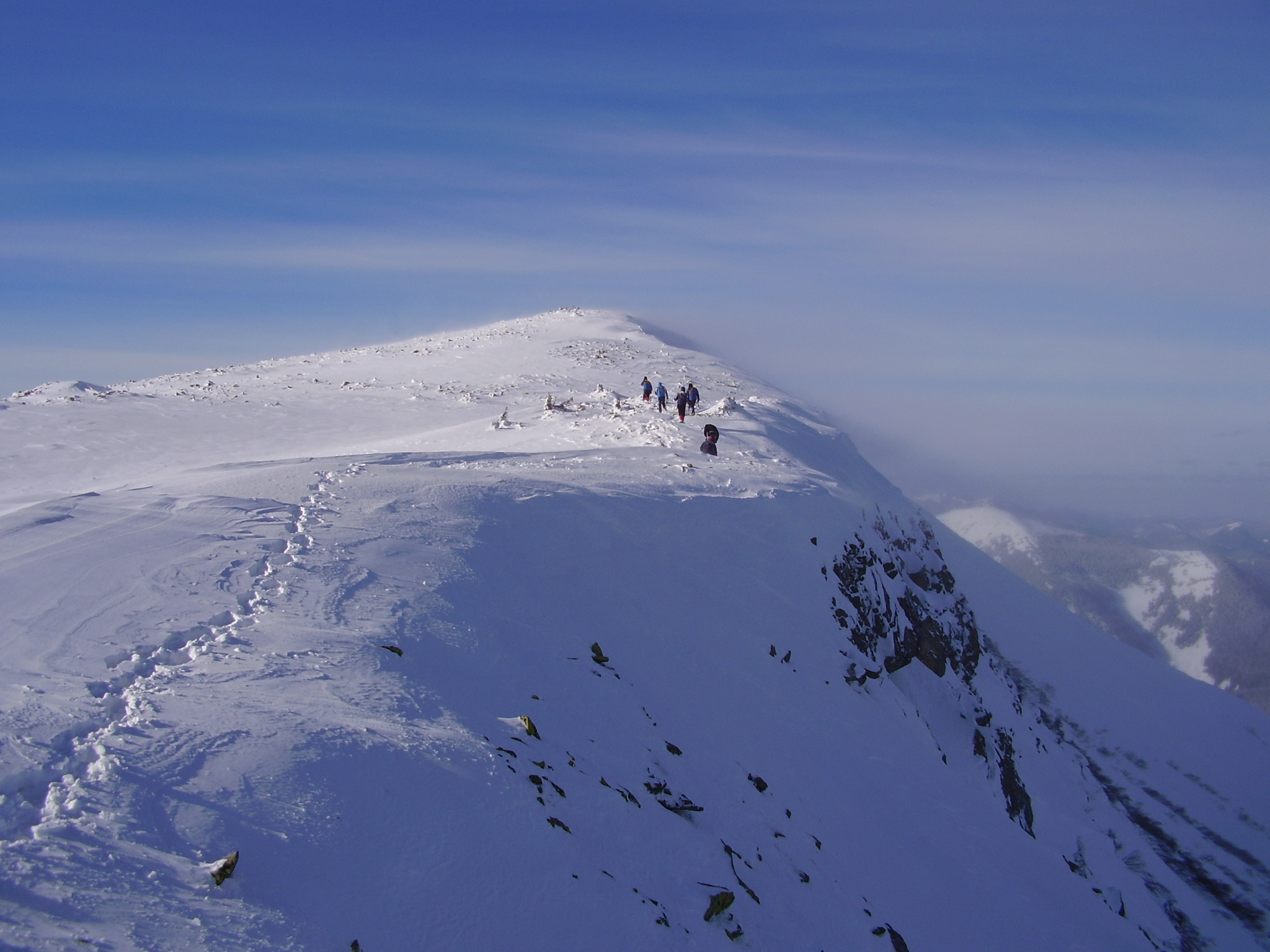
На вершині гори Довбушанки. Справа — кам'яне урвище з північного боку
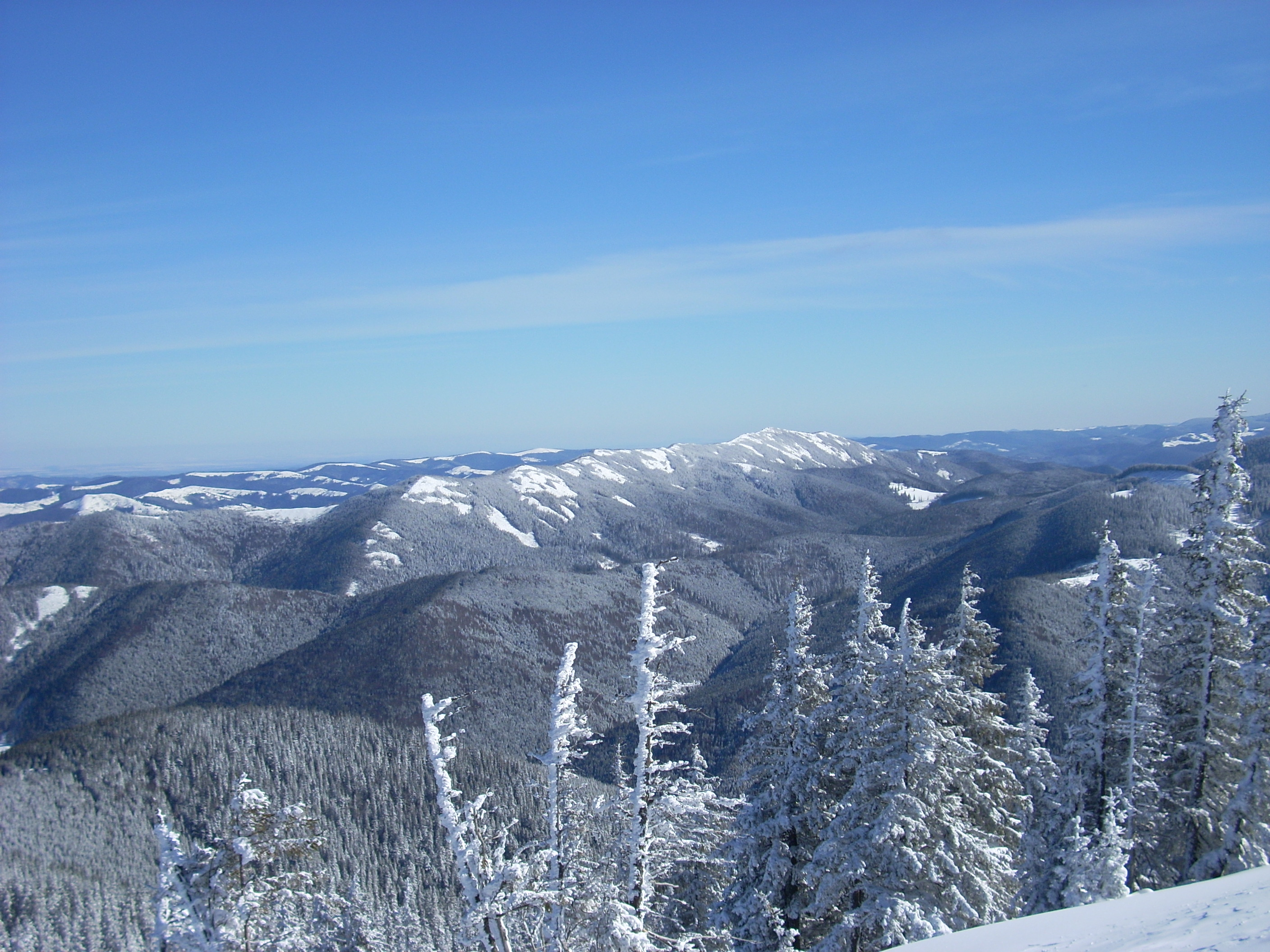
Вигляд з Довбушанки на хребет Явірник
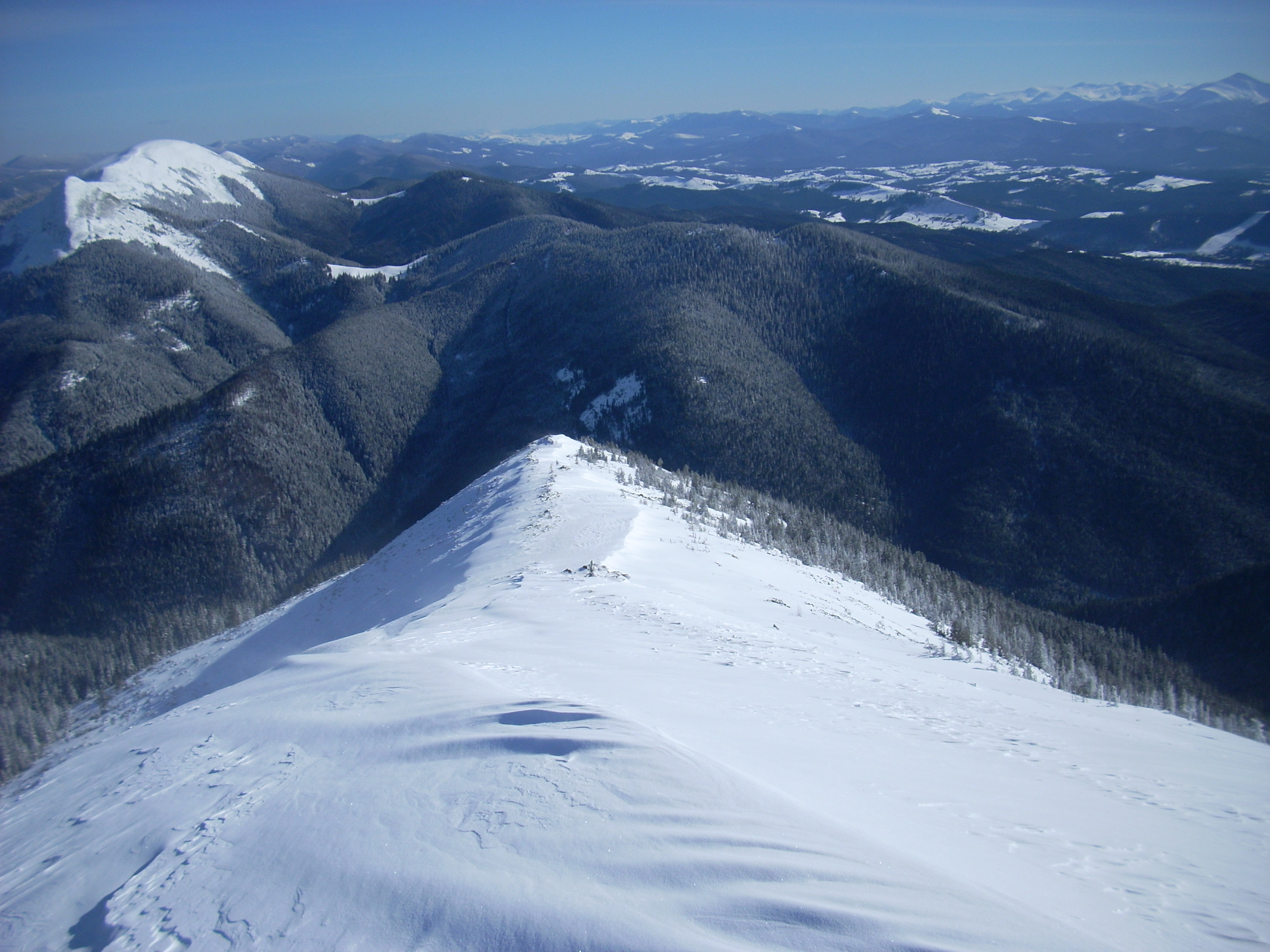
Вигляд на схід. Зліва — гора Синяк (1665 м), справа вдалині — масив Чорногори
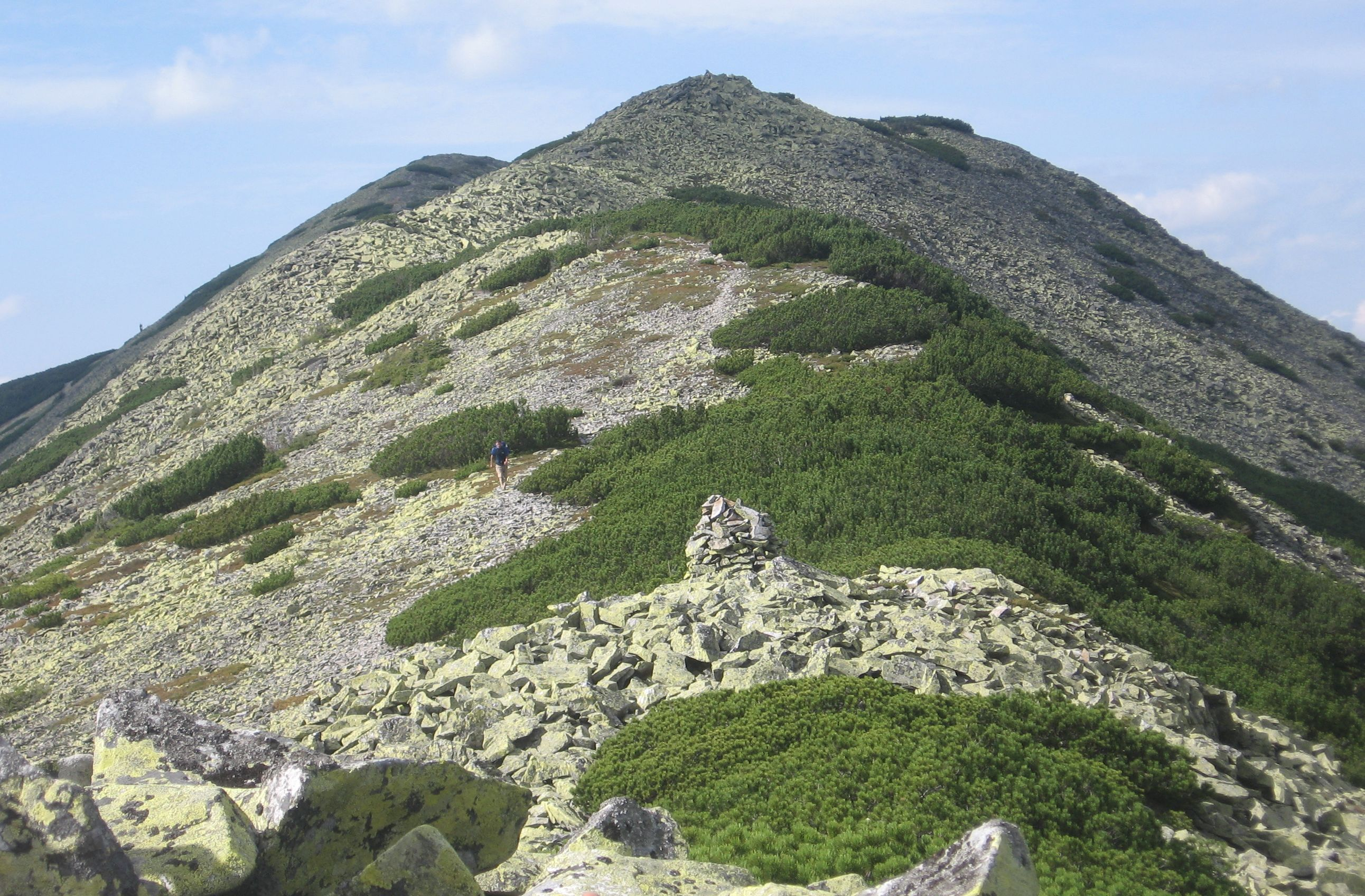
Сідловина між горами Довбушанкою і Ведмежиком
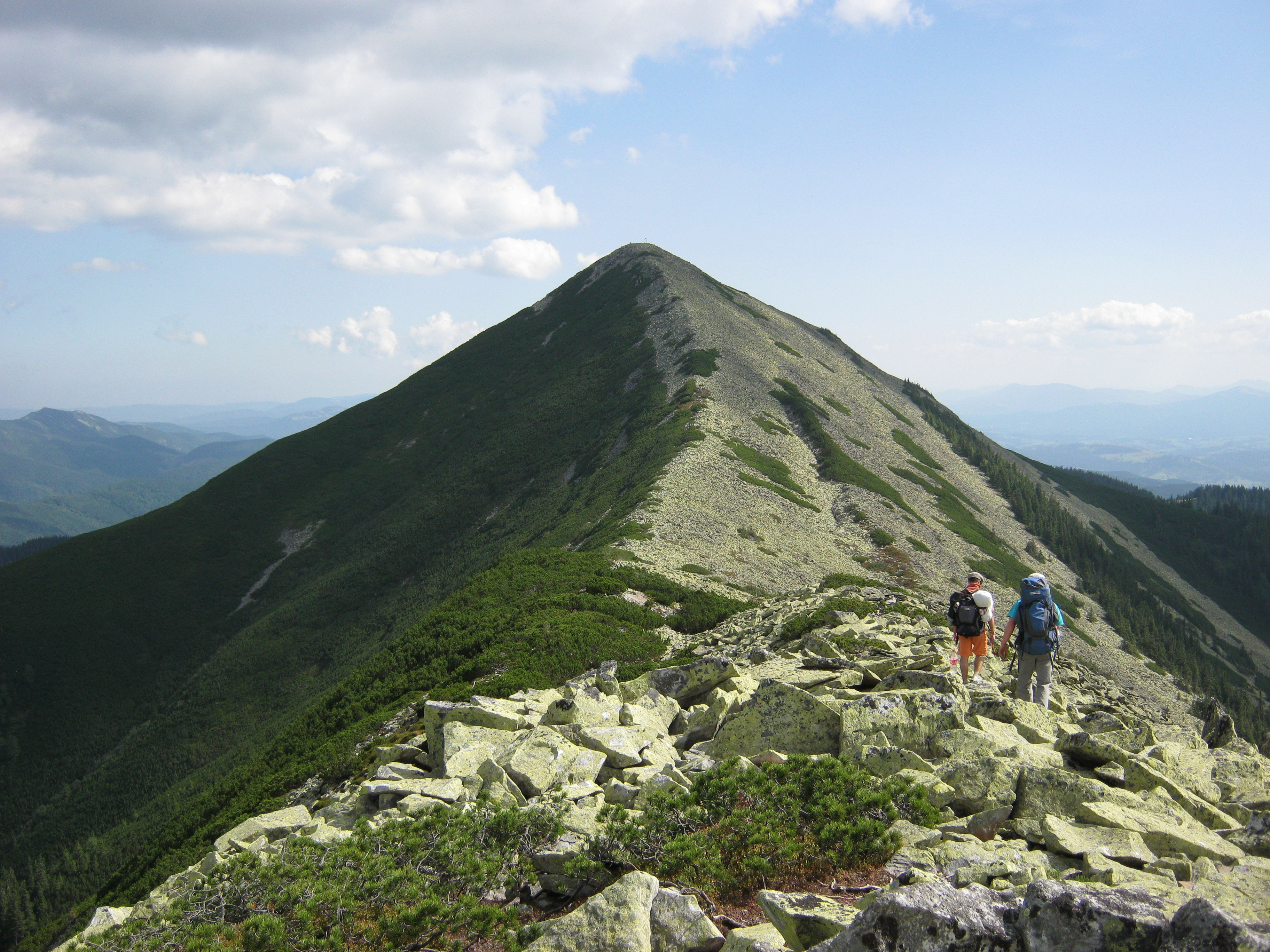
Вигляд на гору Довбушанку.
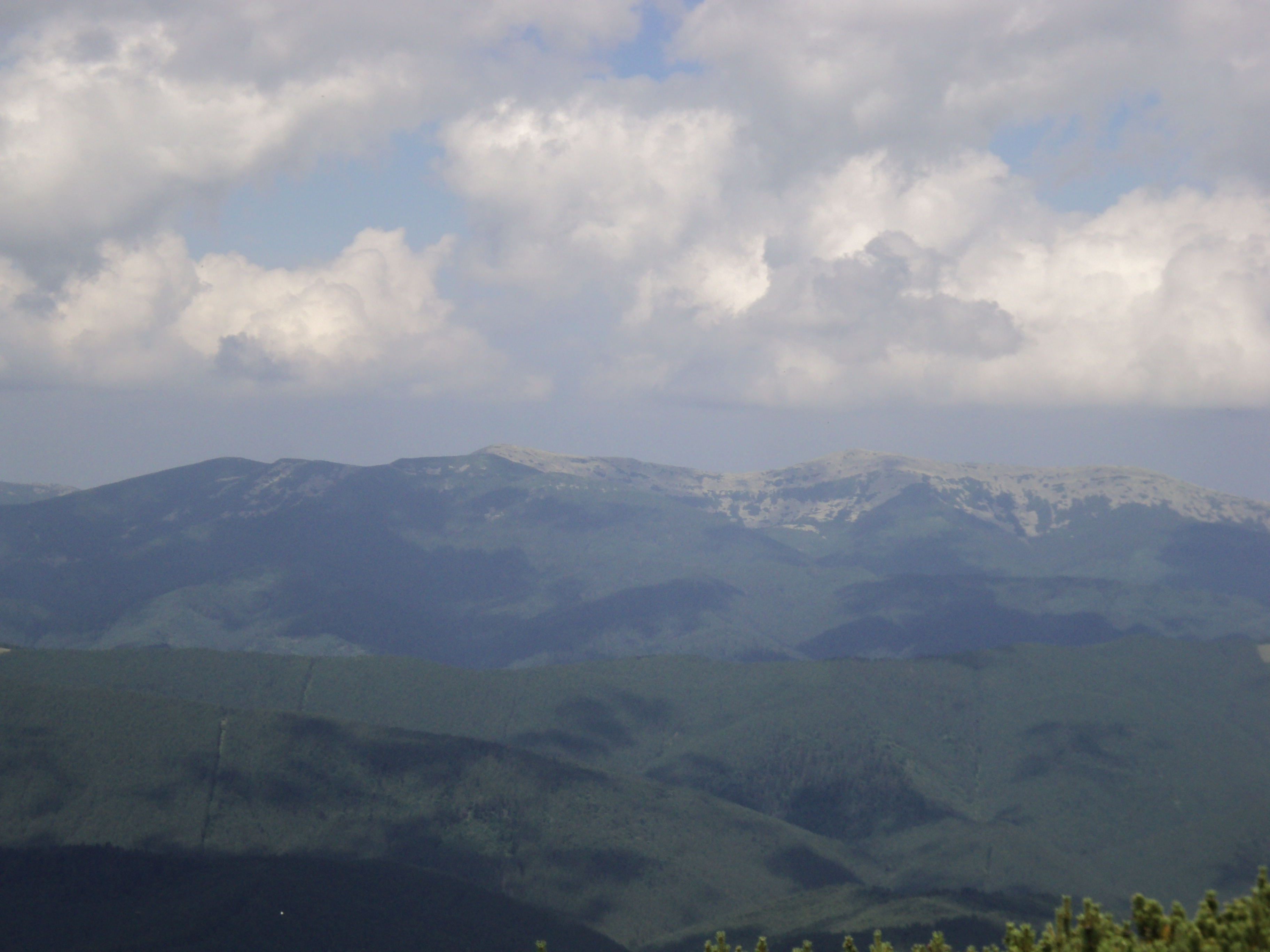
Панорама Довбушанського хребта з Чорної Кливи
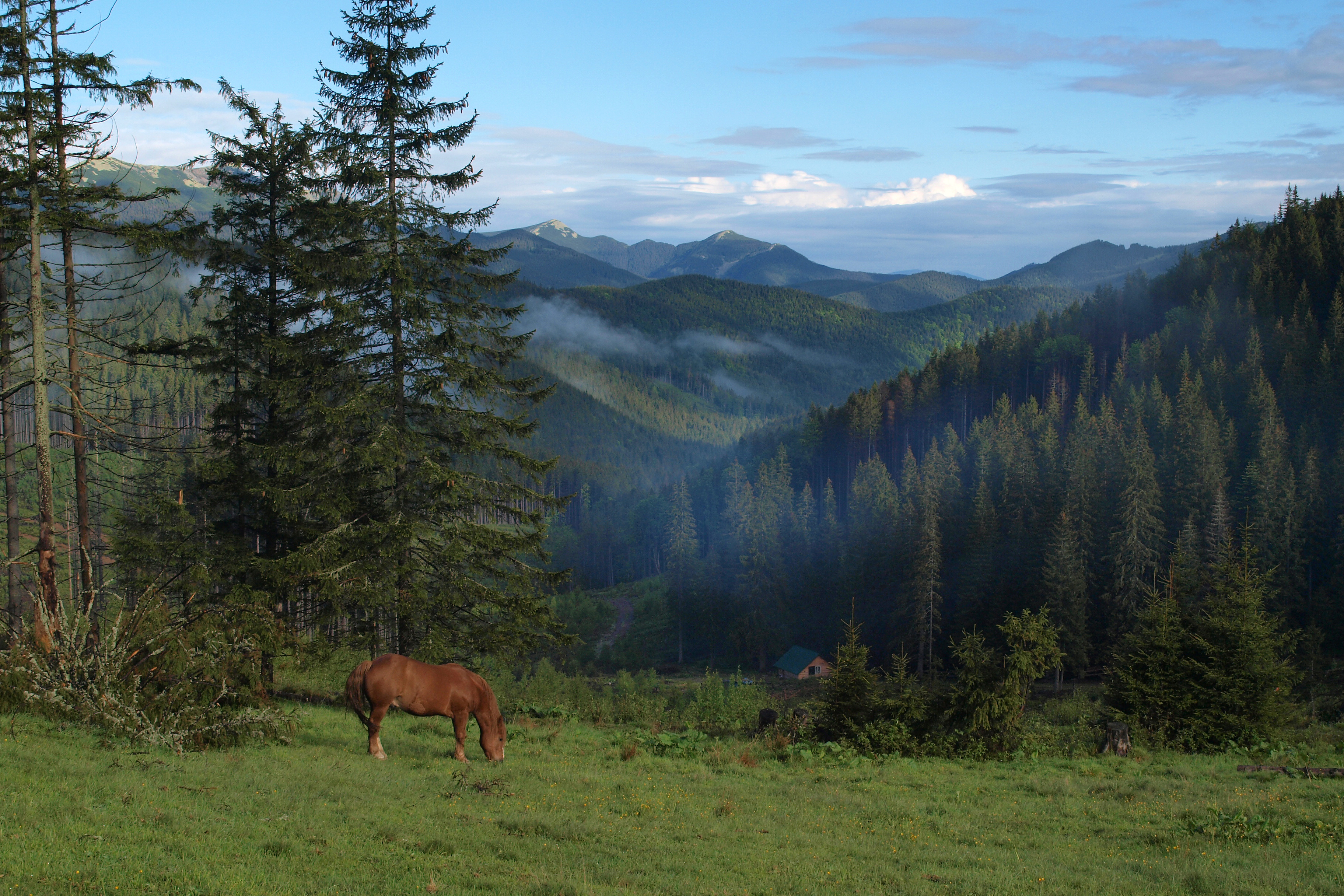
Вид на Довбушанку з пол. Верхня Зелениця
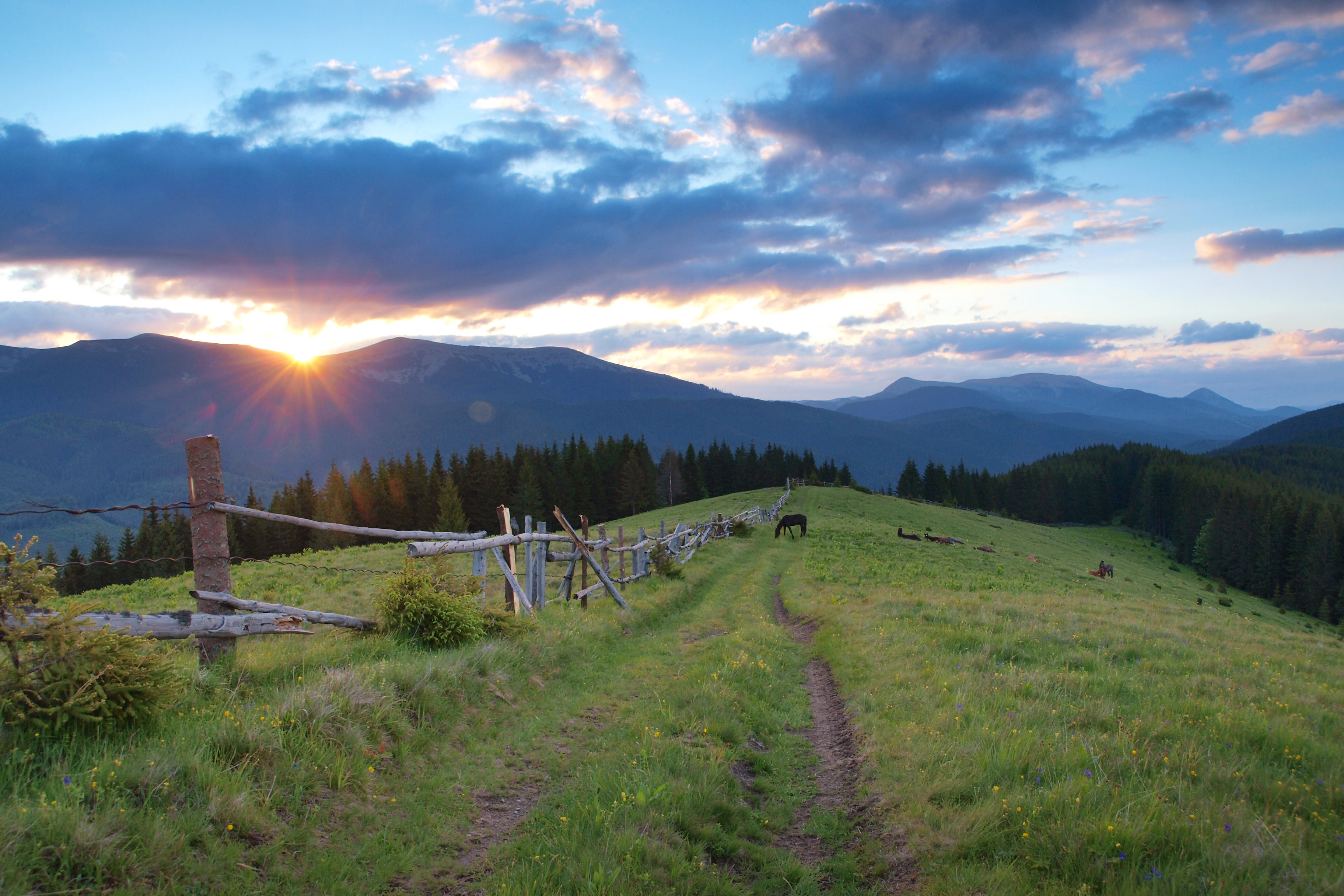
Вид на Довбушанку (зліва) і Синяк (справа вдалині) з гори Плоскої